# Magelona pettiboneae
Magelona pettiboneae är en ringmaskart som beskrevs av Jones 1963. Magelona pettiboneae ingår i släktet Magelona och familjen Magelonidae. Utöver nominatformen finns också underarten M. p. lanceolata.